# Grizzly (álbum)
Grizzly  es el tercer álbum de estudio de la banda rusa de deathcore Slaughter to Prevail. Fue lanzado el 18 de julio de 2025 a través de Sumerian Records.

## Antecedentes y lanzamiento
El 26 de febrero de 2022, Slaughter to Prevail publicó un comunicado en Facebook condenando la invasión rusa de Ucrania, que había comenzado dos días antes. El 1 de marzo, Alex Terrible emitió otro comunicado en nombre de la banda a través de Instagram y YouTube, instando también a los espectadores a "no hacer cómplice a todo el pueblo ruso". En mayo, debido a las sanciones y al interés en la escena metalera estadounidense, la banda se mudó temporalmente a Orlando, Florida. El 9 de agosto, lanzaron la canción "1984", inspirada en la novela homónima de George Orwell, en protesta contra el gobierno y la guerra. 
El 28 de julio de 2023, Slaughter to Prevail lanzó el sencillo "Viking", seguido de otro sencillo, "Conflict", lanzado el 28 de febrero de 2024. El 24 de mayo de 2024, la banda lanzó el sencillo "Kid of Darkness" y el 15 de octubre, "Behelit", canciones que formarían parte de su tercer álbum de estudio Grizzly. El 23 de abril de 2025, la banda lanzó el sencillo "Russian Grizzly in America" y anunció que su nuevo álbum se lanzaría el 18 de julio. El 28 de mayo, lanzaron "Song 3" y su videoclip en colaboración con la banda japonesa Babymetal.

## Lista de canciones
| N.º | Título                                            | Duración |  |
| 1.  | «Banditos»                                        | 4:53     |  |
| 2.  | «Russian Grizzly in America»                      | 4:14     |  |
| 3.  | «Imdead» (con Ronnie Radke de Falling in Reverse) | 3:49     |  |
| 4.  | «Babayka»                                         | 3:58     |  |
| 5.  | «Viking»                                          | 4:31     |  |
| 6.  | «Koschei»                                         | 3:05     |  |
| 7.  | «Song 3» (con Babymetal)                          | 3:34     |  |
| 8.  | «Lift That Shit»                                  | 3:06     |  |
| 9.  | «Behelit»                                         | 4:09     |  |
| 10. | «Rodina»                                          | 4:30     |  |
| 11. | «Conflict»                                        | 2:22     |  |
| 12. | «Kid of Darkness»                                 | 4:23     |  |
| 13. | «1984»                                            | 3:34     |  |

## Posicionamiento en lista
| Lista (2025)                         | Posición |
| ------------------------------------ | -------- |
| Australian Albums (ARIA)             | 64       |
| Austria (Ö3 Austria)                 | 56       |
| Bélgica (Ultratop Flandes)           | 145      |
| Escocia (Scottish Albums Chart)      | 99       |
| French Rock & Metal Albums (SNEP)    | 12       |
| Reino Unido (UK Album Downloads)     | 32       |
| Reino Unido (UK Independent Albums)  | 22       |
| Reino Unido (UK Rock & Metal Albums) | 7        |

## Personal
Slaughter to Prevail
- Alex Terrible – voz
- Jack Simmons – guitarra principal
- Dmitry Mamedov – guitarra rítmica
- Mike Petrov – bajo
- Evgeny Novikov – batería

Músicos adicionales
- Ronnie Radke: voz (pista 3).
- Babymetal: Actuación invitada (pista 7).
  - Su-metal - Voces
  - Moametal - Voces
  - Momometal - Voces